# Mercedes-Benz W165
Chronologie des modèles (1939)
Mercedes-Benz W154 Aucun

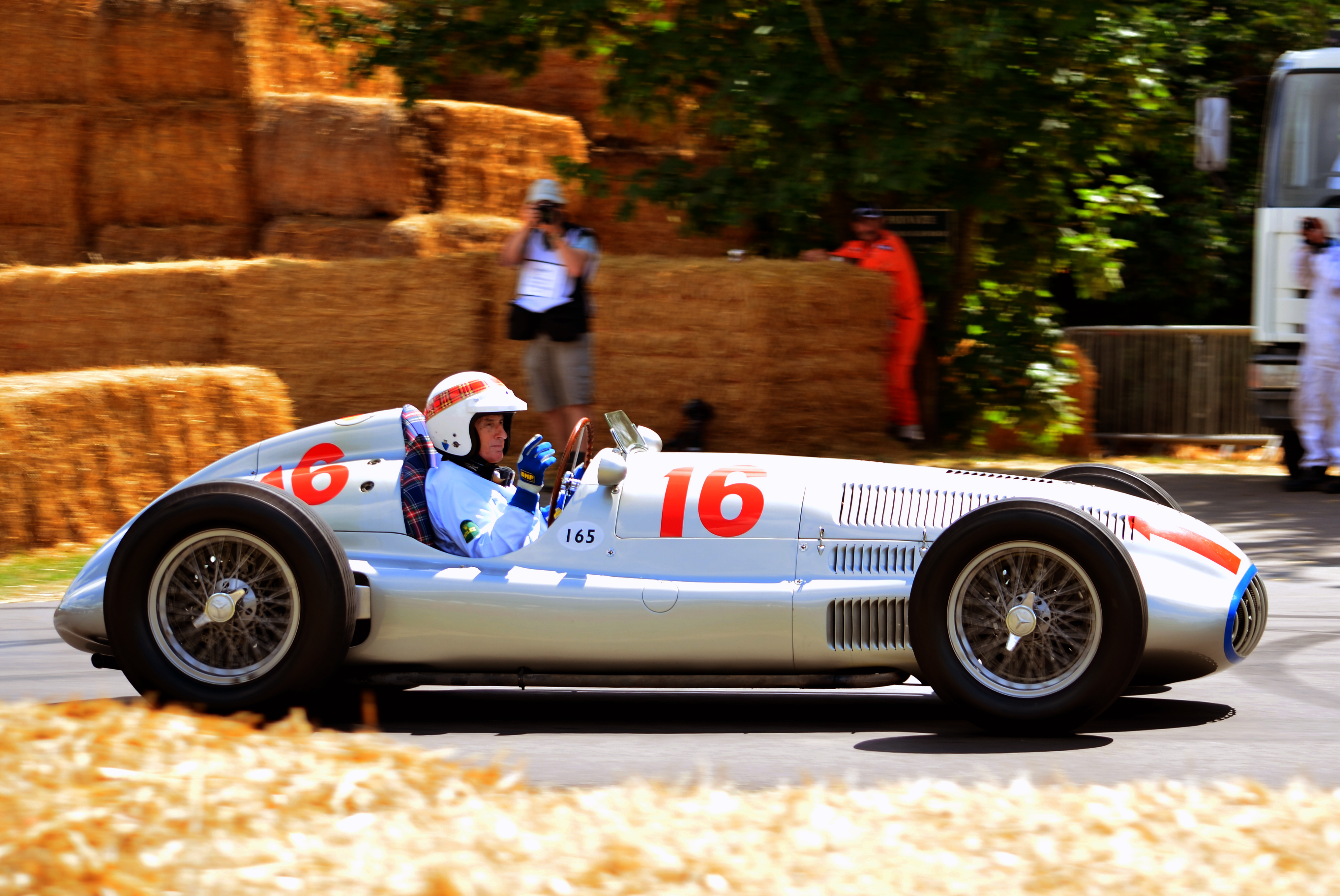
Jackie Stewart dans une Mercedes-Benz W 165 au Goodwood Festival of Speed 2014

La Mercedes-Benz W165 est une automobile de course construite par Mercedes-Benz pour concourir dans la classe Voiturettes.

## Histoire
La Mercedes-Benz W165 n'a été engagée qu'au Grand Prix automobile de Tripoli 1939, pilotée par Hermann Lang et Rudolf Caracciola qui terminent premier et second.
Informé au plus tard du changement de règlementation concernant la course sur le circuit de la Mellaha lors du Grand Prix de Tripoli, où seules les véhicules de la classe Voiturette (pour lesquelles furent organisées des courses de Formule 1 de 1947 à 1953 et plus tard de Formule 2) sont autorisés, Mercedes-Benz développe, entre septembre 1938 et mai 1939, une voiture capable de concurrencer les Maserati et Alfa Romeo rivales. Elle est plus légère pour compenser la plus faible cylindrée du moteur. Hermann Lang (ancien chef mécanicien devenu pilote) déclare : « Les Italiens pensaient que nous n'étions pas capables de construire une nouvelle voiture en si peu de temps, mais en travaillant nuit et jour, les ingénieurs de Mercedes ont construit deux voitures spécialement pour la course de Tripoli. »
Les W165 répondent aux règles de la classe Voiturette, qui limite à 1,5 litre leur cylindrée. Suralimenté par un compresseur Roots à deux étages, le moteur type M164 conçu par Albert Heeß est un V8 de 1 492 cm³ à deux arbres à cames en tête par rangée de cylindres et 4 soupapes par cylindre ouvert à 90° d'une puissance spécifique de 254 ch (187 kW à 8 250 tr/min), ce qui le rendait admissible pour la période des Grands Prix d’après-guerre, de 1946 à 1951. Il a établi des normes à l'époque avec une puissance en litres de 170 ch (125 kW) obtenue grâce à un compresseur à deux étages et à un mélange de carburant explosif (86,0 % d'alcool méthylique, 8,8 % d'acétone, 4,4 % d'essence et 0,8 % d'éther diéthylique, également appelé « éther de soufre » à l'époque). Il consomme 137 litres de carburant aux 100 km.
Le bloc moteur M 165 était une construction en acier soudé dans laquelle chaque rangée de cylindres était soudée à la fois à la chemise d'eau de refroidissement environnante et à la culasse. Il pesait 195 kg. Le vilebrequin tournait dans des roulements mécaniques. Les deux arbres à cames par banc de cylindres étaient entraînés par des engrenages et les soupapes en forme de V suspendues dans la culasse étaient actionnées par des culbuteurs. L'allumage magnéto haute tension permettait de se passer d'un générateur et d'une batterie.
La puissance était transmise depuis la transmission manuelle à cinq vitesses vers l'essieu arrière via un arbre à cardan (transaxle).
Le directeur technique Rudolf Uhlenhaut explique que la similarité avec la Mercedes-Benz W154 est la clé de la réussite de la W165 : « Nous avions terminé de concevoir les W165 juste à temps pour la course, nous avons été capable de le faire parce que la conception était similaire à nos voitures trois litres. Les commandes de soupapes, les pistons et le châssis étaient les mêmes, mais plus petits. Nous n'avons fabriqué que trois moteurs, deux pour la course et un de rechange pour les essais. Nous avons d'abord testé toutes les pièces du moteur sur des bancs séparés pour que chaque pièce testée puisse fonctionner correctement dès l'assemblage du moteur achevé. » Début avril 1939, les premiers tests ont lieu sur le Hockenheimring.
Dès les essais du Grand Prix de Tripoli, Hermann Lang et Rudolf Caracciola réalisent des temps largement en dessous du record de la catégorie ; pourtant Luigi Villoresi, sur Maserati, réalise la pole position, devant Lang, Caracciola et Giuseppe Farina.
Pour la course, les W165 sont dotées de différents rapports de boîte pour obtenir une meilleure accélération d'un côté et une meilleure vitesse de pointe de l'autre. Lang avait pour consigne de rouler à vive allure pour faire casser la concurrence puis de changer ses pneus tandis que Caracciola devait rouler plus doucement pour ne pas avoir à changer de gommes.
Le 7 mai, Mercedes remporte le 13e Grand Prix de Tripoli, avec un doublé, grâce à sa nouvelle W165. Hermann Lang remporte la course de 394,2 km (30 tours de 13,14 km chacun) en près de deux heures à la vitesse moyenne de 197,79 km/h ; il devance son coéquipier Rudolf Caracciola, suivi d'Emilio Villoresi (Alfa Romeo) et de Piero Taruffi (Maserati). Villoresi a très rapidement perdu de l'huile et connaît des problèmes de boîte de vitesses. Farina, longtemps devant Caracciola, tombe en panne ; seuls douze pilotes terminent l'épreuve alors qu'une trentaine de voitures avaient pris le départ. La victoire des Mercedes est une grande déception pour les organisateurs italiens de la course ; en effet, en modifiant la règlementation, ils espéraient briser la domination des Flèches d'Argent, mais les deux seules voitures allemandes l'emportent devant vingt-huit voitures italiennes.
Une autre série de W 165 a été empêchée par la Seconde Guerre mondiale. Après la guerre, la W 165 aurait pu concourir en Formule 1, mais Mercedes-Benz a décidé de ne pas l'utiliser.
Invité par Tony Hulman, le propriétaire de l'Indianapolis Motor Speedway, à participer aux 500 miles d'Indianapolis 1946, Caracciola tente d'obtenir de l'administration suisse une des W165 que le gouvernement suisse a confisqué en tant que propriété allemande au cours de la Seconde Guerre mondiale (Caracciola vivait en Suisse et avait demandé à Mercedes-Benz de lui envoyer les deux monoplaces pour qu'il s'occupe de leur entretien).

## Résultats hors-championnat
| Année | Grand Prix            | Circuit    | Pilote            | Classement | Catégorie   | Résultats |
| ----- | --------------------- | ---------- | ----------------- | ---------- | ----------- | --------- |
| 1939  | Grand Prix de Tripoli | La Mellaha | Hermann Lang      | 1er        | Voiturettes | Résultats |
| 1939  | Grand Prix de Tripoli | La Mellaha | Rudolf Caracciola | 2e         | Voiturettes | Résultats |